# 菱 (樅型駆逐艦)
|                  | |
| 艦歴             | |
| 計画             | 1917年度 |
| 起工             | 1920年11月10日 |
| 進水             | 1921年5月30日 |
| 就役             | 1922年3月23日 |
| その後           | 1940年4月1日哨戒艇編入、第三十七号哨戒艇と改名 1941年高速輸送艦に改造 1942年1月24日被雷大破 1942年4月10日除籍後、船体をバリックパパン港の防空用に残置 |
| 除籍             | 1942年4月10日 |
| 性能諸元（計画） | |
| 排水量           | 基準：公表値 770トン 常備：850.00トン |
| 全長             | 全長：290 ft 0 in (88.39 m) 水線長：280 ft 0 in (85.34 m) 垂線間長：275 ft 0 in (83.82 m)                                                             |
| 全幅             | 26 ft 0 in (7.92 m)または7.93m |
| 吃水             | 8 ft 0 in (2.44 m) |
| 深さ             | 16 ft 3 in (4.95 m) |
| 推進             | 2軸 x 400rpm 直径 8 ft 6 in (2.59 m)、ピッチ3.378m または直径2.565m、ピッチ3.353m                                                                     |
| 機関             | 主機：パーソンズ式反動オールギアードタービン(高低圧) 2基 出力：21,500shp ボイラー：ロ号艦本式缶(重油専焼) 3基                                         |
| 速力             | 36ノット |
| 燃料             | 重油240トン |
| 航続距離         | 3,000カイリ / 14ノット |
| 乗員             | 計画乗員 107名 竣工時定員 110名 |
| 兵装             | 45口径三年式12cm砲 単装3門 三年式機砲 2挺 53cm連装発射管 2基4門 魚雷8本                                                                               |
| 搭載艇           | 内火艇1隻、18ftカッター2隻、20ft通船1隻 |
| 備考             | ※トンは英トン |

菱（ひし）は、大日本帝国海軍の駆逐艦で、樅型駆逐艦の16番艦である。同名艦に橘型駆逐艦の「菱」（未成艦）があるため、こちらは「菱 (初代)」や「菱I」などと表記される。

## 艦歴
1920年（大正9年）11月10日、浦賀船渠で起工。1921年（大正10年）5月30日午前10時30分進水。1922年（大正11年）3月23日竣工。
1937年（昭和12年）から1938年（昭和13年）まで、日中戦争において華北沿岸の作戦に参加した。
1940年（昭和15年）4月1日、哨戒艇に類別変更。第三十七号哨戒艇に改称。
太平洋戦争において南方で海上護衛、哨戒作戦に従事。1942年（昭和17年）1月24日、バリックパパン攻略戦で米駆逐艦4隻と交戦し、被雷して大破。同年4月10日に除籍され、船体をバリックパパン港の防空用に残置した。

## 艦長
※『日本海軍史』第9巻・第10巻の「将官履歴」及び『官報』に基づく。
艤装員長
- 今泉美啓 少佐：1921年6月1日[8] - 1922年3月23日[9]

駆逐艦長
- 今泉美啓 少佐：1922年3月23日[9] -
- 高橋忠治 少佐：1922年12月1日[10] - 1923年11月10日[11]
- 山田梅蔵 少佐：1923年12月1日[12] - 1924年9月1日[13]
- 後藤英次 少佐：1924年12月1日[14] - 1925年12月1日
- 板垣盛 少佐：1925年12月1日 - 1927年11月1日
- 河原金之輔 少佐：1927年11月15日[15] - 1928年2月1日[16]
- 篠田勝清 大尉：1928年2月1日 - 1929年11月30日
- 兄部勇次 少佐：1929年11月30日 - 1930年11月21日
- 重久親志 大尉：1930年11月21日[17] - 1932年12月1日[18]
- 桝本要 少佐：1932年12月1日[18] - 1934年11月15日[19]
- 山下鎮雄 大尉：1934年11月15日[19] - 1935年11月15日[20]
- （兼）家木幸之輔 少佐：1937年7月29日[21] - 1937年11月15日[22]
- 石井励 大尉：1937年11月15日[22] - 1938年12月15日[23]
- （兼）萩尾力 少佐：1938年12月15日[23] - 1939年2月20日[24]